# Freema Agyeman
Freema Agyeman (Londres, Inglaterra) es una actriz inglesa. Es conocida por haber interpretado a Martha Jones en Doctor Who y Torchwood, a Alesha Phillips en la serie Law & Order: UK a Amanita en Sense8 y a la Dra. Helen Sharpe en New Amsterdam de NBC.

## Biografía
Freema es hija de Azar, una iraní y Osei Agyeman, un ghanés. Tiene una hermana mayor llamada Leila Agyeman y un hermano menor Dominic Agyeman. Sus padres se separaron cuando era pequeña.
En el 2024 se comprometió con su coestrella de la serie The New Amsterdam Ryan Eggold.

## Carrera
En el 2004 apareció por primera vez en la serie policíaca The Bill donde interpretó a Jenna Carter durante el episodio # 232, más tarde apareció de nuevo en la serie en el 2006 ahora interpretado a Shakira Washington durante dos episodios.
En el 2005 apareció en la serie Silent Witness donde interpretó a Mary Ogden, una oficial de la escena del crimen.
En el 2007 se unió al elenco de la serie de ciencia ficción Doctor Who donde interpretó a Martha Jones, la acompañante del Doctor en sus viajes durante la tercera temporada moderna. Anteriormente apareció por primera vez en la serie en el 2006 donde interpretó a Adeola Oshodi durante el episodio El ejército de fantasmas. Los productores estuvieron tan encantados con su actuación que decidieron darle el papel de Martha, explicando el parecido físico haciéndola prima de Adeola, que murió durante aquel episodio.
Entre el 2007 y el 2009 Freema leyó cinco historias para las adaptaciones de libro de Doctor Who New Series Adventures Novels entre ellas "The Last Dodo", "Wetworld", "The Pirate Loop", "Martha in the Mirror" y "The Story of Martha".
En el 2008 apareció como invitada en dos episodios de la serie Survivors donde interpretó a Jenny Walsh, una joven que intenta salvar a su compañera de casa, sin embargo su personaje fue asesinado. Ese mismo año apareció en la miniserie Little Dorrit donde interpretó a Tattycoram, en la serie trabajó con Claire Foy, Bill Paterson, Andy Serkis, Matthew Macfadyen, Janine Duvitski y Georgia King. Ese mismo año interpretó de nuevo a Martha Jones en varios episodios de la segunda temporada de la serie Torchwood, regresó a Doctor Who para tres episodios de la cuarta temporada, y apareció en un crossover entre Doctor Who y sus dos spin-offs, Torchwood y The Sarah Jane Adventures que abarcó los dos últimos episodios de la cuarta temporada.
En el 2009 se unió al elenco principal de la serie británica Law & Order: UK donde interpretó a la asistente de fiscal Alesha Phillips, hasta el final de la sexta temporada. En 2010 haría su última aparición como Martha Jones en Doctor Who apareciendo al final de la segunda parte del miniserial El fin del tiempo, el 1 de enero de 2010.
En marzo del 2012 se anunció que Freema se uniría al elenco de la nueva serie The Carrie Diaries donde interpretó a Larissa Loughton, la mentora de la joven Carrie Bradshaw (AnnaSophia Robb) desde el estreno de la serie en el 2013 hasta la cancelación de la serie en el 2014. La serie fue la precuela de la exitosa serie Sex and the City en donde Carrie es interpretada por Sarah Jessica Parker.
En el 2014 se anunció que se había unido al elenco de la nueva serie Sense8.
Desde el 2018 interpreta como elenco principal a la Dra. Helen Sharpe en la serie New Amsterdam jefa de Oncología y Hematología del Centro Médico New Amsterdam, así como Directora Médica Adjunta del mismo hospital.

## Filmografía

### Series de televisión
| Año         | Título             | Papel              | Notas                                      |
| ----------- | ------------------ | ------------------ | ------------------------------------------ |
| 2003        | Crossroads         | Lola Wise          | -                                          |
| 2004        | Casualty           | Kate Hindley       | episodio "Casualty @ Holby City: Part One" |
| 2005        | Mile High          | Joven              | episodio # 2.26                            |
| 2005        | Silent Witness     | Mary Ogden         | episodio "Choices: Part 1"                 |
| 2006        | The Bill           | Shakira Washington | 2 episodios                                |
| 2006 - 2010 | Doctor Who         | Martha Jones       | 20 episodios                               |
| 2008        | Torchwood          | Martha Jones       | 3 episodios                                |
| 2008        | Little Dorrit      | Tattycoram         | 8 episodios                                |
| 2008        | Survivors          | Jenny Walsh        | 2 episodios                                |
| 2009 - 2012 | Law & Order: UK    | Alesha Phillips    | 39 episodios                               |
| 2013        | Old Jack's Boat    | Shelly Periwinkle  | 13 episodios                               |
| 2013 - 2014 | The Carrie Diaries | Larissa Loughton   | 26 episodios                               |
| 2015 - 2017 | Sense8             | Amanita            | 23 episodios - (personaje principal)       |
| 2018 — 2022 | New Amsterdam      | Dra. Helen Sharpe  | Elenco principal, serie de TV NBC          |

### Películas
| Año  | Título                         | Papel        | Notas                                                                  |
| ---- | ------------------------------ | ------------ | ---------------------------------------------------------------------- |
| 2004 | Aisha the American             | Shaheen      | corto - junto a Rebecca Bowden, Kayvan Salmanpour & Salima Saxton      |
| 2006 | Rulers and Dealers             | Nana         | junto a Terence Anderson & Phil Deguara                                |
| 2007 | Doctor Who: The Infinite Quest | Martha Jones | prestó su voz para el personaje - junto a David Tennant & Anthony Head |

### Apariciones
| Año         | Programa     | Notas                                            |
| ----------- | ------------ | ------------------------------------------------ |
| 2008        | CBeebies     | segmento "The Bedtime Hour" - contó una historia |
| 2008 - 2010 | Bizarre E.R. | 30 episodios - narradora                         |

### Teatro
| Año         | Obra                           | Personaje         | Director | Teatro | Notas |
| ----------- | ------------------------------ | ----------------- | -------- | ------ | ----- |
| 2001        | Twisted Roots                  | Anya Starr        | -        | -      | -     |
| 2001 - 2002 | When Snow Falls                | T                 | -        | -      | -     |
| 2002        | Lords and Ladies               | Varios Personajes | -        | -      | -     |
| 2009        | Doctor Who Prom Host (musical) | -                 | -        | -      | -     |

## Premios y nominaciones
| Año  | Categoría                             | Premio                           | Serie           | Resultado |
| ---- | ------------------------------------- | -------------------------------- | --------------- | --------- |
| 2003 | Sexiest Female                        | British Soap Award               | Crossroads      | Nominada  |
| 2003 | Best Newcomer                         | British Soap Award               | Crossroads      | Nominada  |
| 2007 | Outstanding Actress in a Drama Series | Golden Nymph Award               | Doctor Who      | Nominada  |
| 2007 | Most Popular Actress                  | National Television Award        | Doctor Who      | Nominada  |
| 2007 | Best Newcomer                         | Glamour Women of the Year Awards | -               | Ganó      |
| 2007 | Female TV Star                        | People's Choice Awards           | -               | Ganó      |
| 2007 | Face of 2007                          | The Observer Magazine Awards     | -               | Ganó      |
| 2007 | Best Actress                          | TV Quick Award                   | Doctor Who      | Nominada  |
| 2009 | Best Actress                          | MVSAs Award                      | -               | Nominada  |
| 2010 | Best Dramatic Performance             | National Television Award        | Law & Order: UK | Nominada  |